# Kanton Sainte-Suzanne (Réunion)
Kanton Sainte-Suzanne (fr. Canton de Sainte-Suzanne) byl francouzský kanton v departementu Réunion v regionu Réunion. Tvořila ho pouze město Sainte-Suzanne. Zrušen byl při reformě francouzských kantonů v roce 2014.